# 交椅

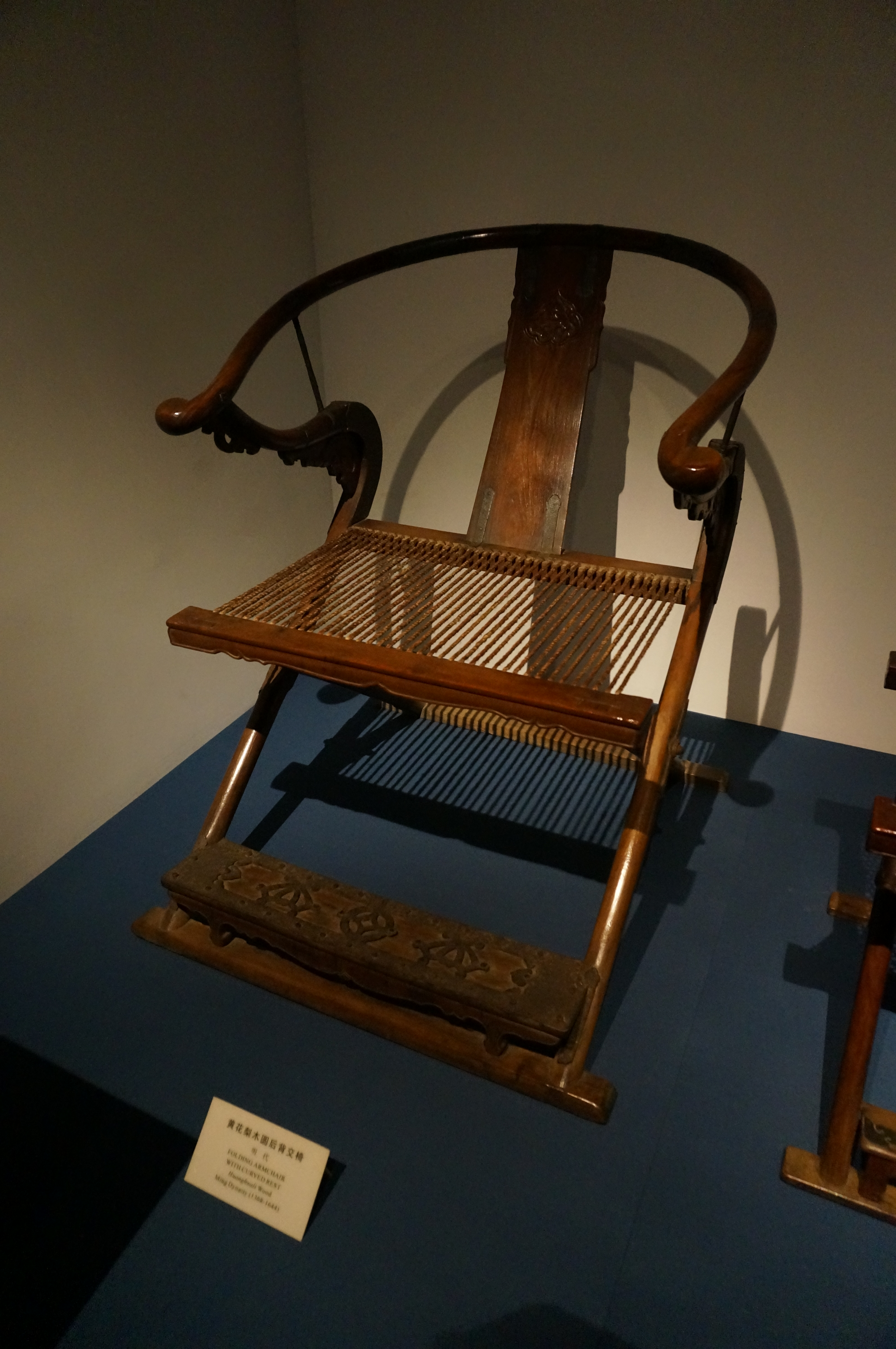
明代黄花梨木圆后背交椅，上海博物馆藏。

交椅又名交床、绳床、胡床，是摺椅的一種，見於世界各地，其形制为前后两腿交叉，交接点作轴，上横梁穿绳、布或皮革代座，并具靠背，有些還有靠手，亦可折叠。中国的交椅是由汉末自北方传入的胡床演化而来。除中國外，亦見於非洲札那人的聚居地。

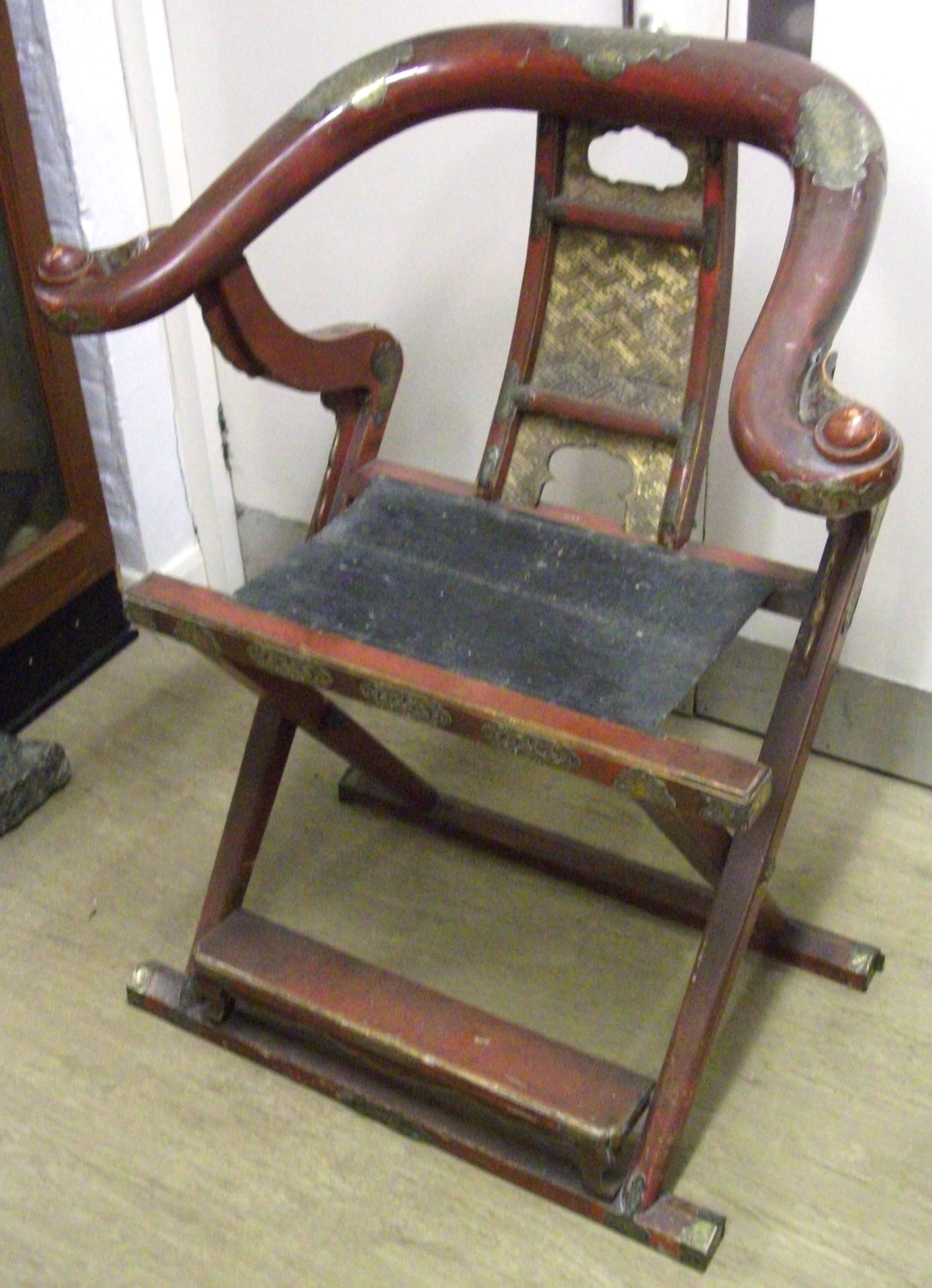
緬甸漢傳佛教寺院內的扶手交椅，英國貝德福德希金斯美術館暨博物館（英语：The Higgins Art Gallery & Museum）藏
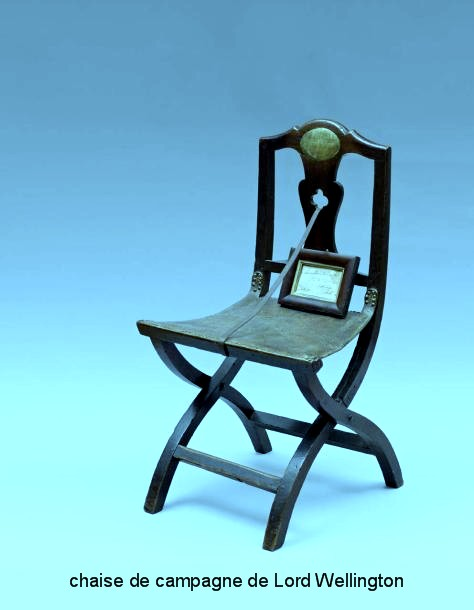
英國第一代威靈頓公爵阿瑟·韋爾斯利的交椅
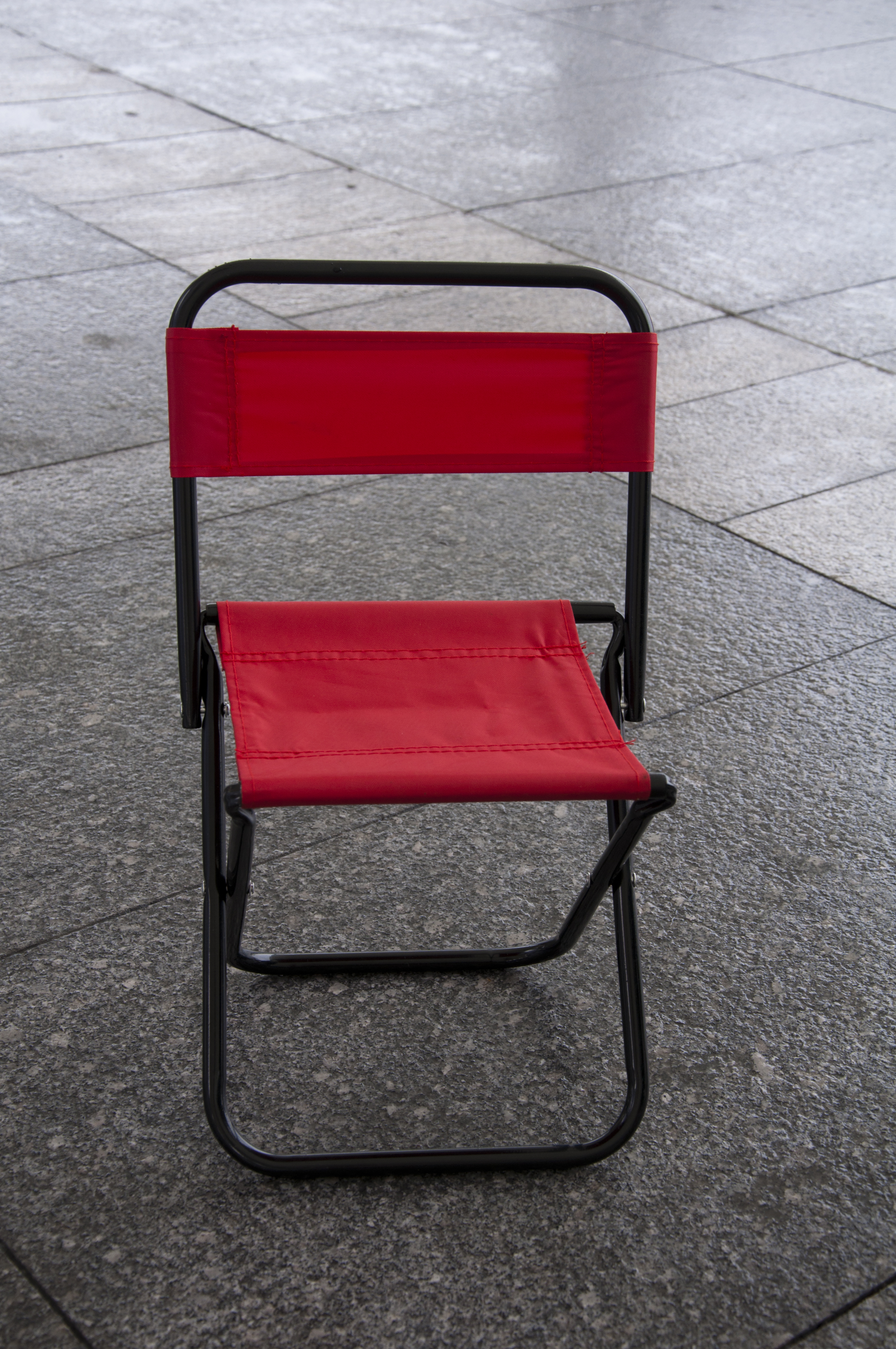
現代便攜式帆布交椅

## 相關文化
后世亦用交椅来比喻职位、座次。